# Pilea nummulariifolia
Pilea nummulariifolia là loài thực vật có hoa trong họ Tầm ma. Loài này được (Sw.) Wedd. miêu tả khoa học đầu tiên năm 1852.